# Tricholoma virgatum
Tricholoma virgatum (Elias Magnus Fries, 1818 ex Paul Kummer, 1871) din încrengătura Basidiomycota, în familia Tricholomataceae și de genul Tricholoma este o specie de ciuperci otrăvitoare care coabitează, fiind un simbiont micoriza, formând prin urmare micorize pe rădăcinile arborilor. O denumire populară nu este cunoscută. Buretele trăiește în România, Basarabia și Bucovina de Nord în grupuri mai mici, pe sol acru, în păduri de conifere preferat sub molizi, foarte rar și în cele de foioase. Apare de la câmpie la munte, în unele regiuni destul de des, din (iulie) august până în octombrie (noiembrie).

## Taxonomie
Numele binomial a fost determinat de marele savant suedez Elias Magnus Fries drept Agaricus virgatus în volumul 2 al operei sale Observationes mycologicae din 1818.
Micologul german Paul Kummer a transferat specia corect la genul Tricholoma sub păstrarea epitetului, de verificat în marea sa lucrare Der Führer in die Pilzkunde etc. din 1871. Acest taxon este valabil până în prezent (2020). Celelalte încercări de redenumire sunt acceptate sinonime, dar nu sunt folosite și pot fi neglijate. 
Numele generic este derivat din cuvintele de limba greacă veche (greacă veche τριχο=păr) și (greacă veche λῶμα=margine, tiv de ex. unei rochii), iar epitetul din cel latin (latină virgatus=dungat, împletit), datorită dungilor pe pălărie.

## Descriere

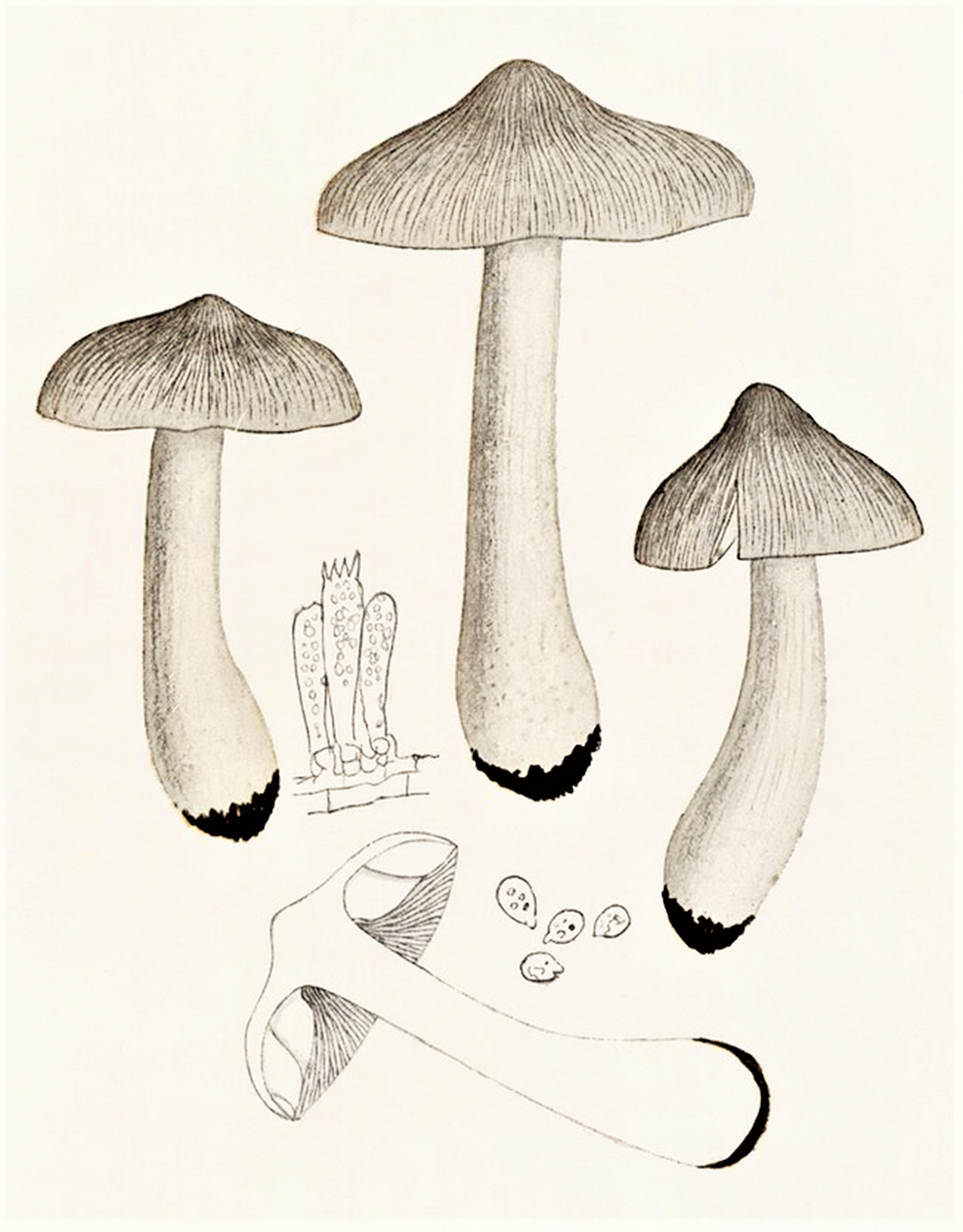
Bres.: Tricholoma virgatum

- Pălăria: are un diametru de 4-10 (12) cm, este nu prea cărnoasă, deja din tinerețe conică și ascuțit cocoșată cu marginea răsucită spre interior precum ascuțit colțuroasă, apoi aplatizată, uneori chiar slab adâncită cu o cocoașă acum mai bătătoare la ochi, în vârstă cu unele crăpături verticale la margine. Suprafața cuticulei este prevăzută cu dungi aliniate radial mai închise, fiind netedă cu un luciu mătăsos. Coloritul inițial cu nuanțe brune, tinde repede de la gri-argintiu, gri-cenușiu sau gri-albăstrui până la brun-cenușiu.
- Lamelele: sunt nu prea subțiri, destul de distanțate, intercalate, aderate bombat la picior (numit: șanț de castel) și cu muchii zimțate. Coloritul albicios devine cu avansarea în vârstă adesea crem-gălbui. Nu se decolorează după o leziune.
- Piciorul: destul de puternic și slab fibros are o lungime de 5 la 8 (12) cm și o lățime 1,2 până la 2 (2,5) cm, este aproape cilindric, subțiat spre pălărie și cu baza ceva îngroșată precum aplatizată abrupt, plin și la bătrânețe precum fără inel. Coaja pe exterior albă până gri-albicioasă, uneori cu nuanțe de crem, dar pe interior cenușie, este netedă, tapițată cu un desen fibros slab.
- Carnea: gri-albicioasă este în pălărie fragilă, în picior mai fibroasă, având un miros nu prea plăcut pământos, de ridichi sau iarbă arsă precum un gust amar și foarte piperat, extrem de iute.
- Caracteristici microscopice: are spori netezi, rotunjori, apiculați spre vârf și hialini (translucizi) cu o mărime de 6-8 x 5,5-6 microni. Pulberea lor este albicioasă. Basidiile clavate cu 4 sterigme fiecare măsoară 25-30 x 6-8 microni. Cistidele celule de obicei izbitoare și sterile care pot apărea între basidii și himen, stratul fructifer) sunt mai scurte, cu vârfuri rotunjite și pediculate.[10]
- Reacții chimice: nu sunt cunoscute.[11]

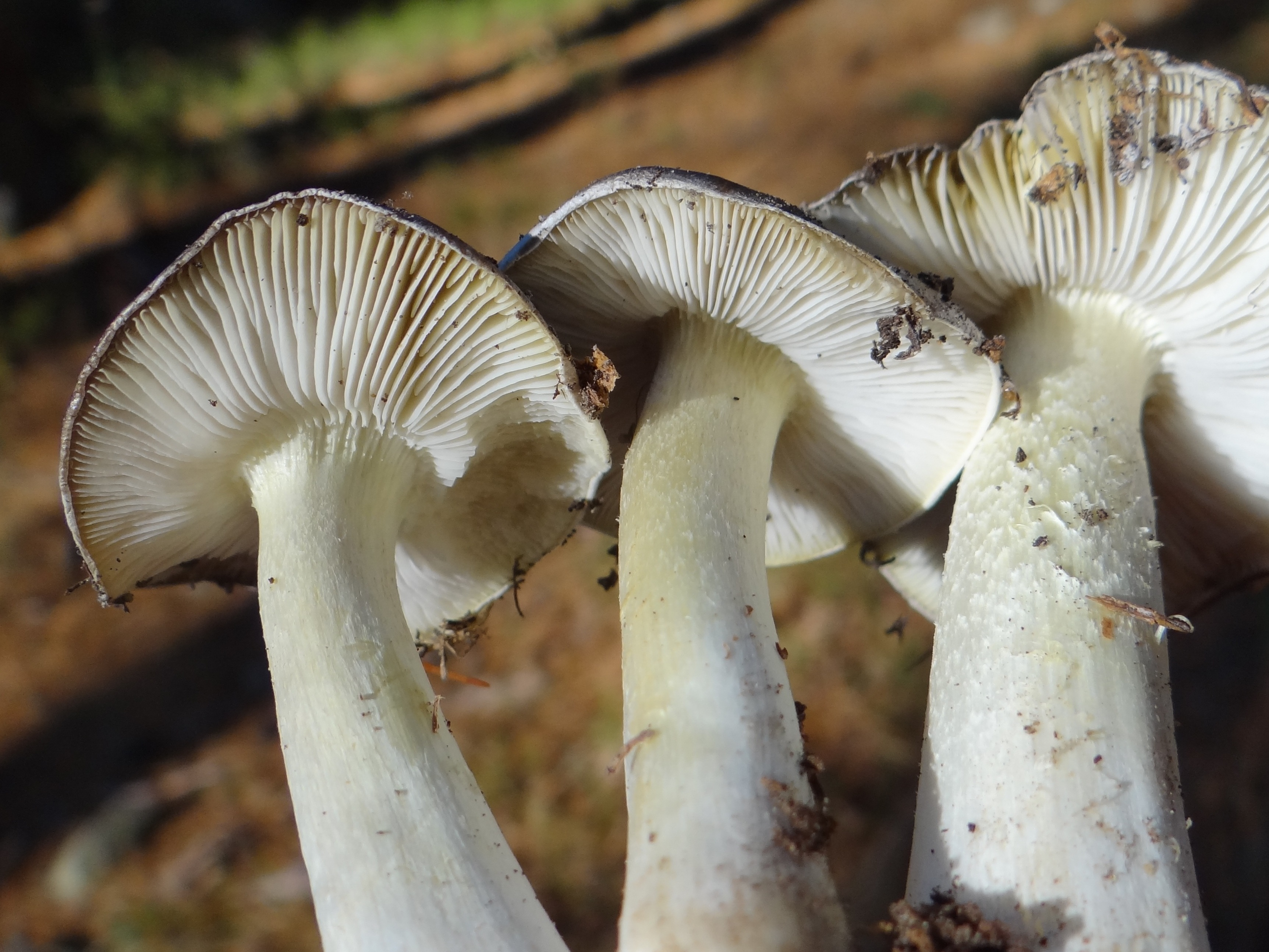
T. virgatum, mai maronii, lamele și picior
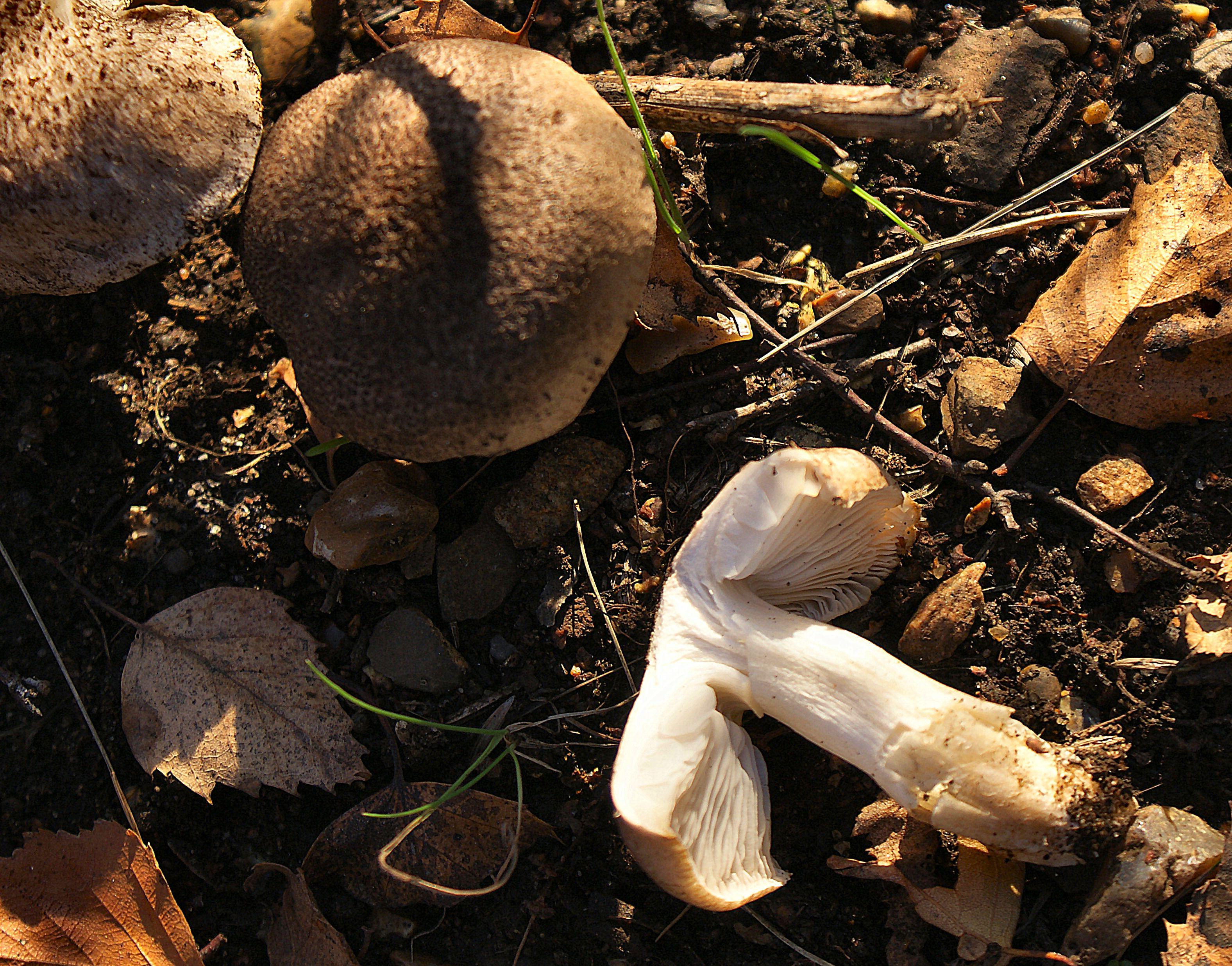
T. virgatum, pălărie și secțiune
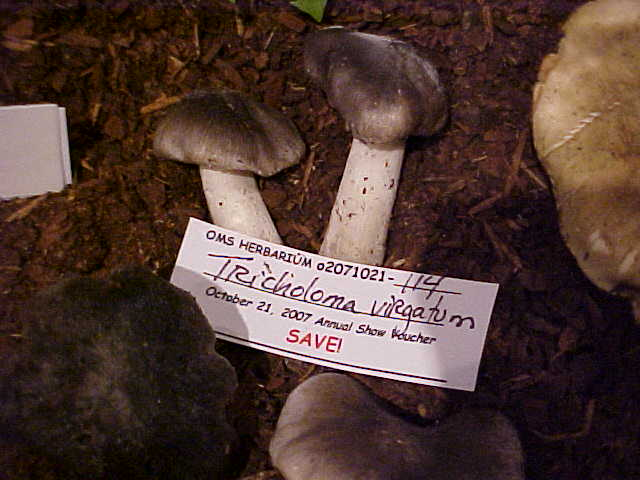
T. virgatum tinere
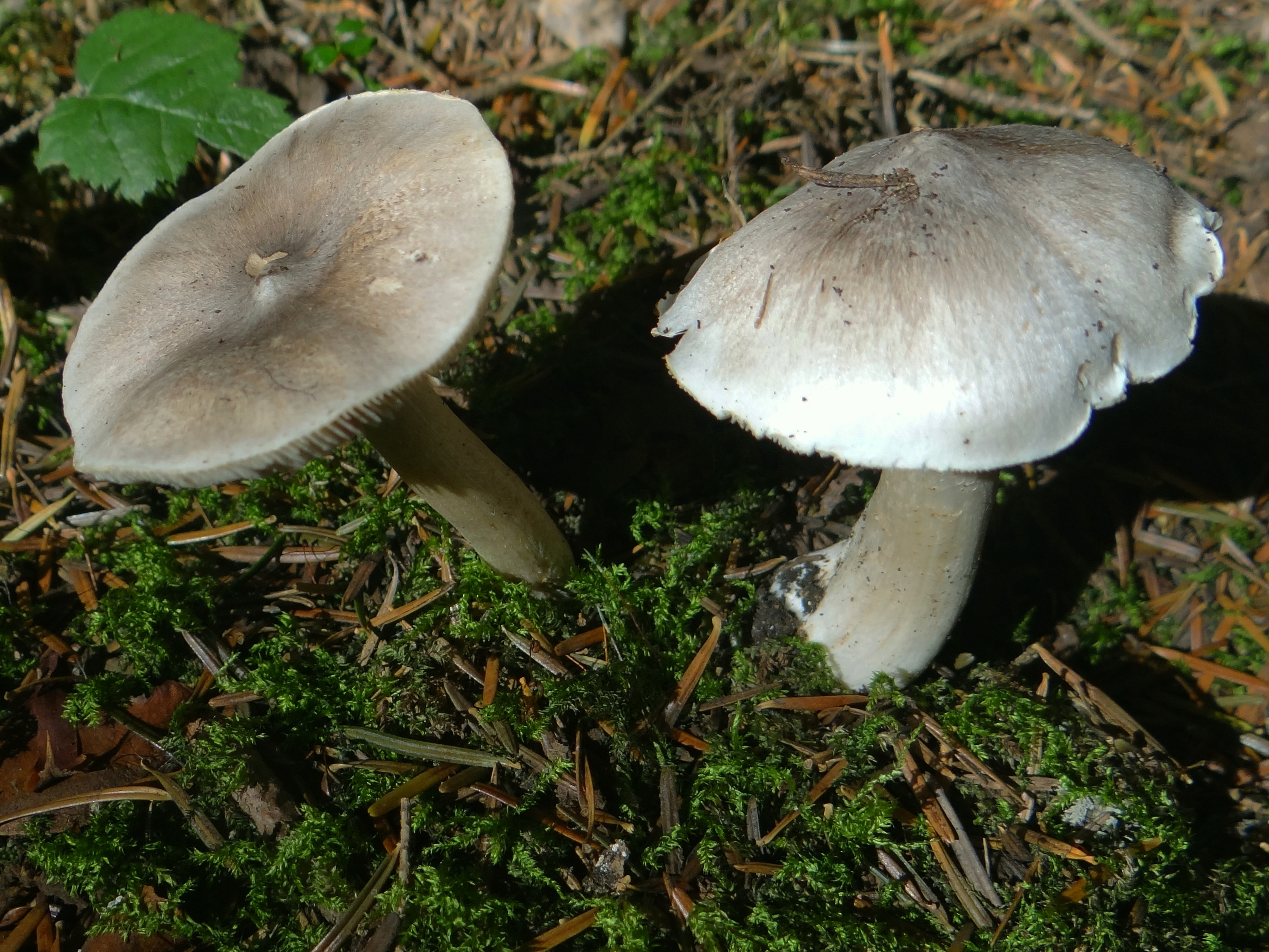
T. virgatum bătrână și matură

## Confuzii
Acest burete poate fi confundat ușor cu soiuri comestibile, necomestibile și toxice, ca de exemplu Entoloma prunuloides (necomestibil), Inocybe asterospora (letal, crește pe sol calcaros în păduri de foioase, la marginea lor, pe lângă poteci și drumuri, miros dezgustător spermatic, gust blând, dar neplăcut), Lentinus tigrinus sin. Panus tigrinus (tânăr comestibil), Tricholoma argyraceum (comestibil), Tricholoma atrosquamosum sin. Tricholoma squarrulosum (comestibil, trăiește în păduri de foioase preferat sub fagi dar și în cele de rășinoase, miros de piper negru, gust făinos), Tricholoma bresadolanum (necomestibil, gust amar, trăiește numai în păduri de foioase sub fagi, foarte rar), Tricholoma cingulatum (comestibil), Tricholoma gausapatum (comestibil), Tricholoma orirubens (comestibil, trăiește numai în păduri de foioase preferat sub fagi și stejari), Tricholoma pardinum sin. Tricholoma tigrinum (otrăvitor), Tricholoma portentosum (comestibil, savuros, cu lamele slab gălbuie, se dezvoltă sub molizi și pini, respectiv sub plopi tremurători și mesteceni miros de pepeni, castraveți, ușor de faină și gust blând, ceva făinos, după mestecare ca de pepene sau de 	stridie), Tricholoma psammopus (necomestibil),  Tricholoma scalpturatum, (comestibil, dar nu prea delicios, trăiește în păduri de foioase și de rășinoase preferat prin iarbă și la marginea lor, miros slab de faină, gust făinos-pământos), Tricholoma sciodes (necomestibil până toxic, apare numai în păduri de fag pe sol bazic, miros pământos, gust amar și iute), Tricholoma terreum (comestibil, savuros) sau Tricholoma vaccinum (necomestibil, ingerat în cantități mai mari toxic, se dezvoltă  în același habitat ca specia descrisă, miros ceva pământos, gust amărui și iute).

## Ciuperci asemănătoare în imagini

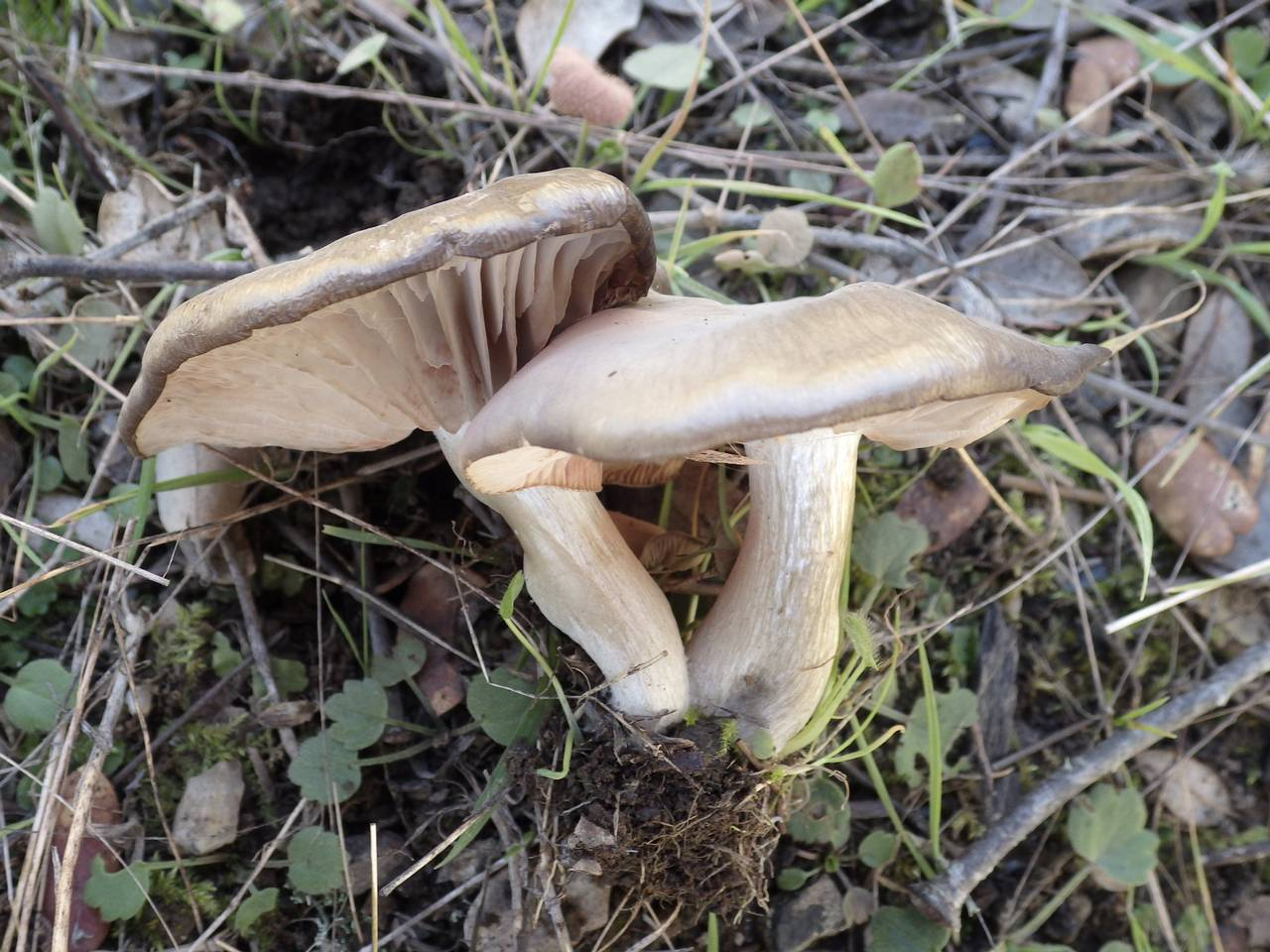
!Entoloma prunuloides!
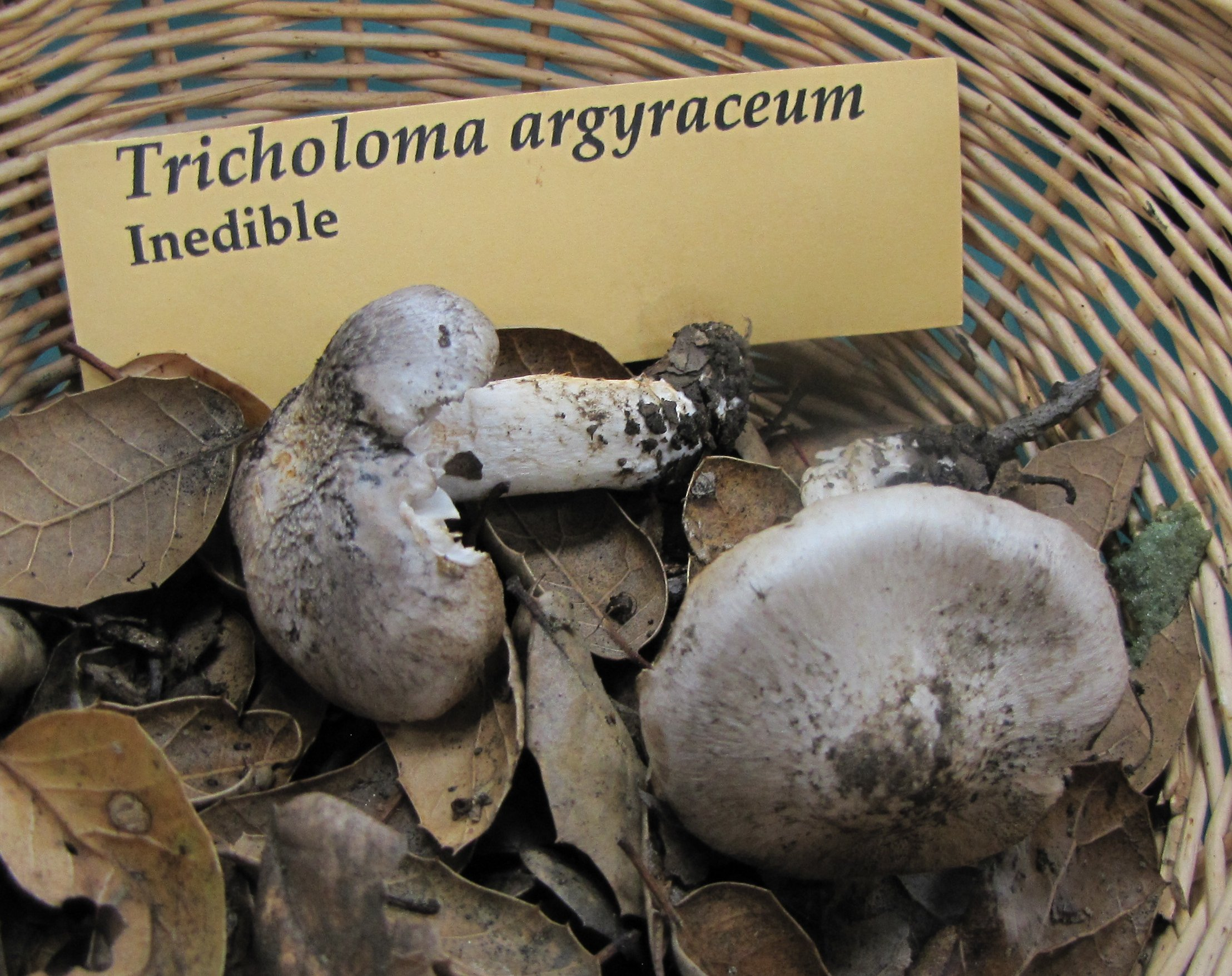
Tricholoma argyraceum
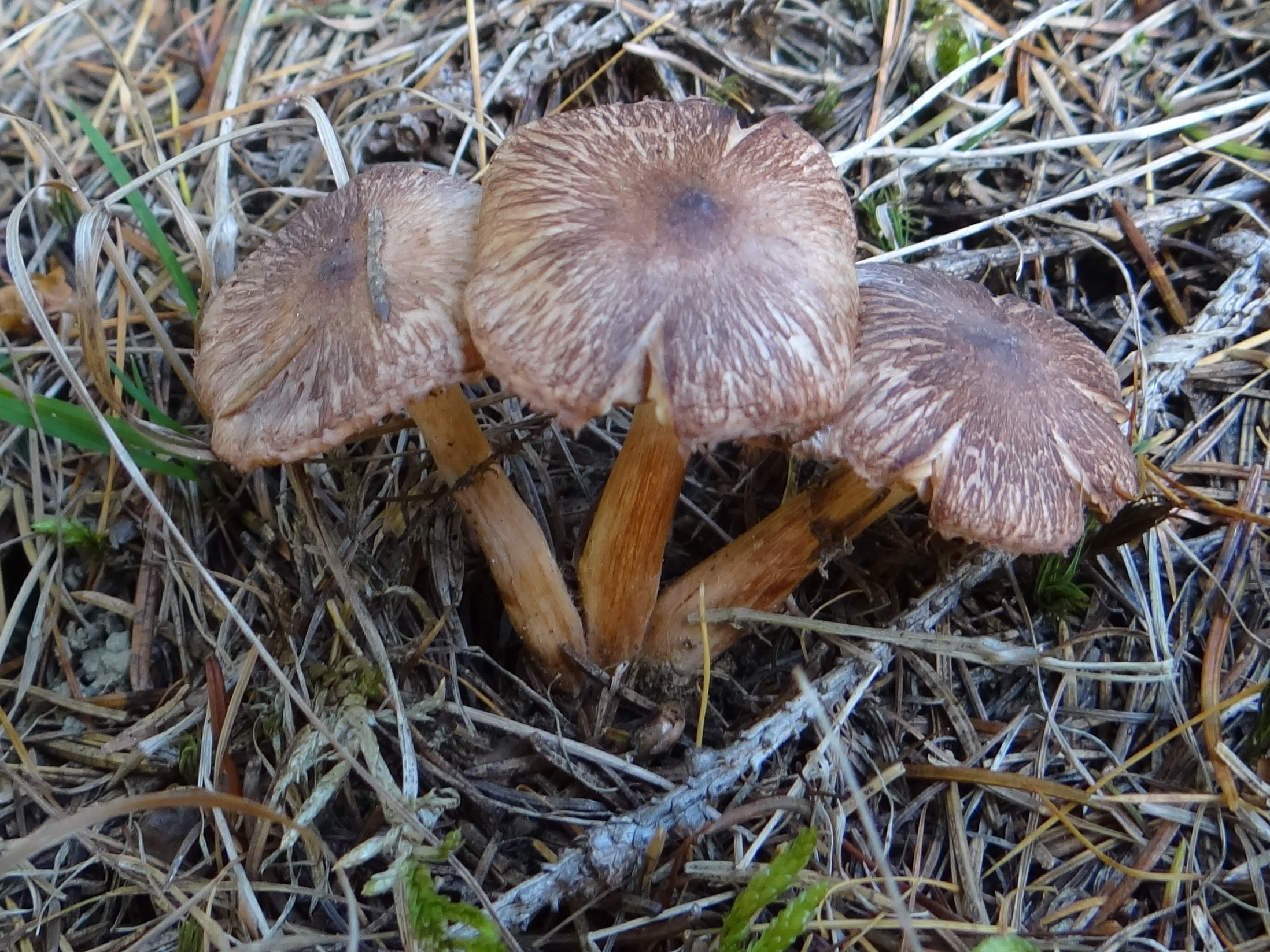
!!!Inocybe asterospora!!!
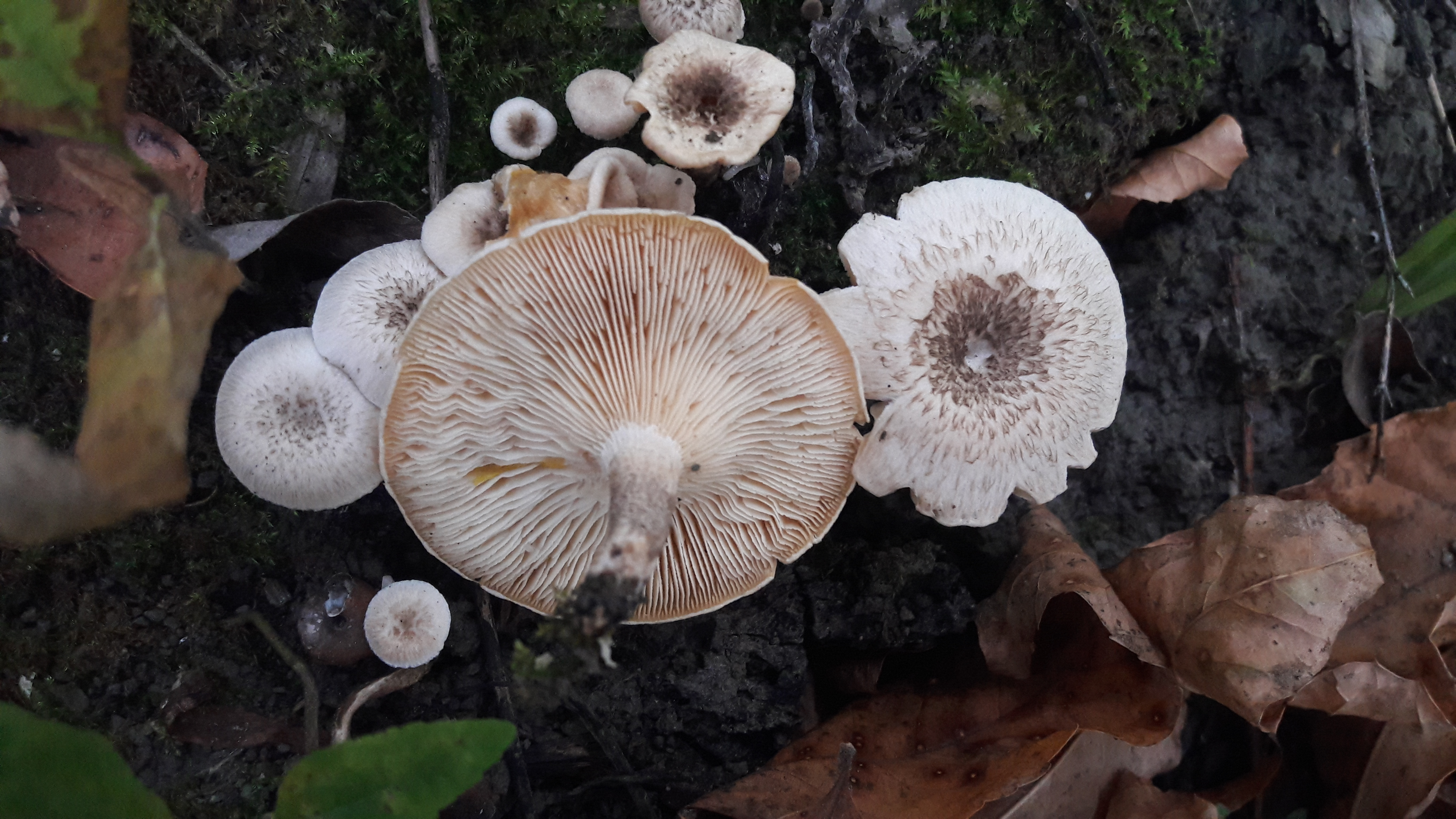
Lentinus tigrinus
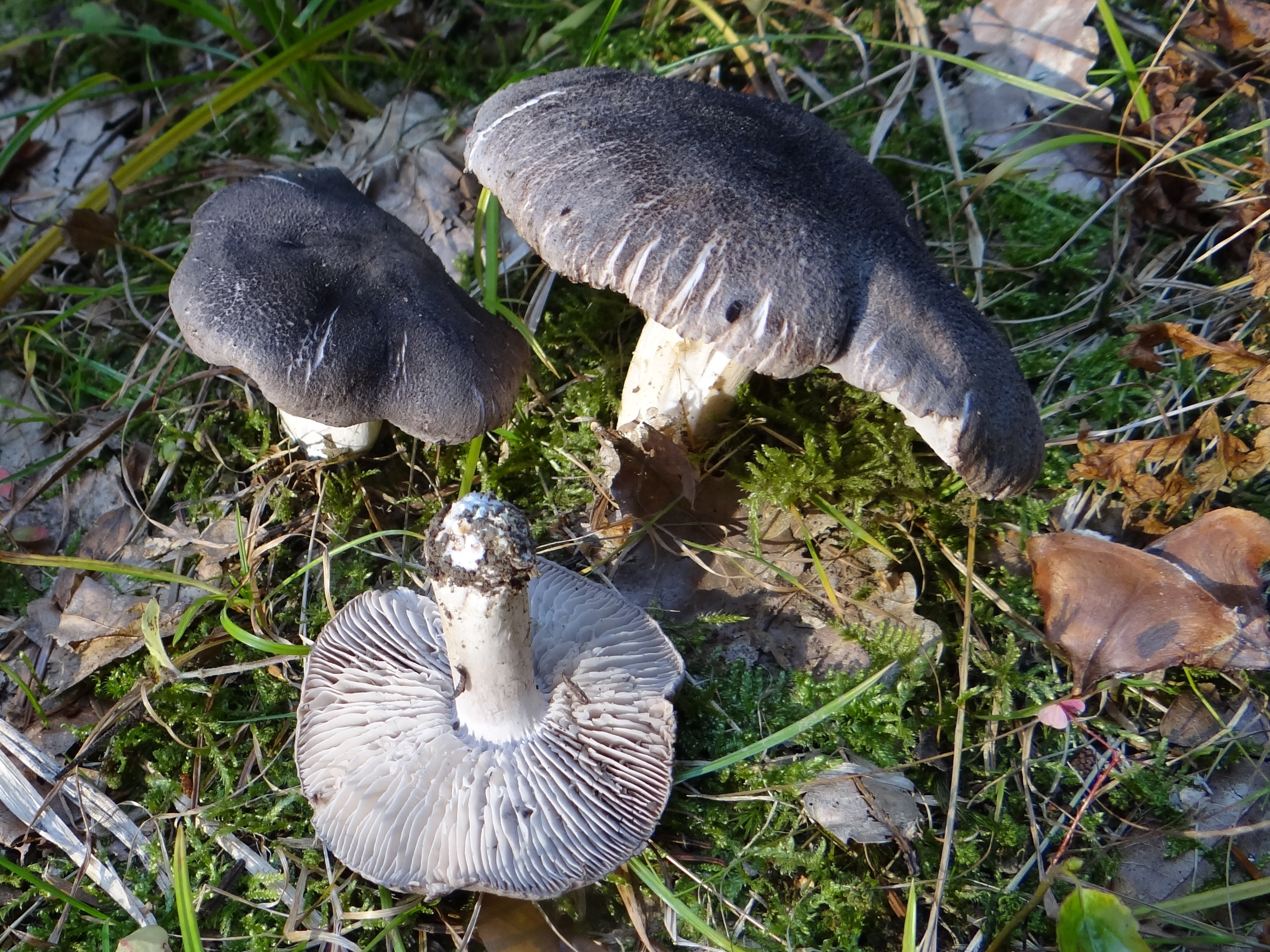
Tricholoma atrosquamosum
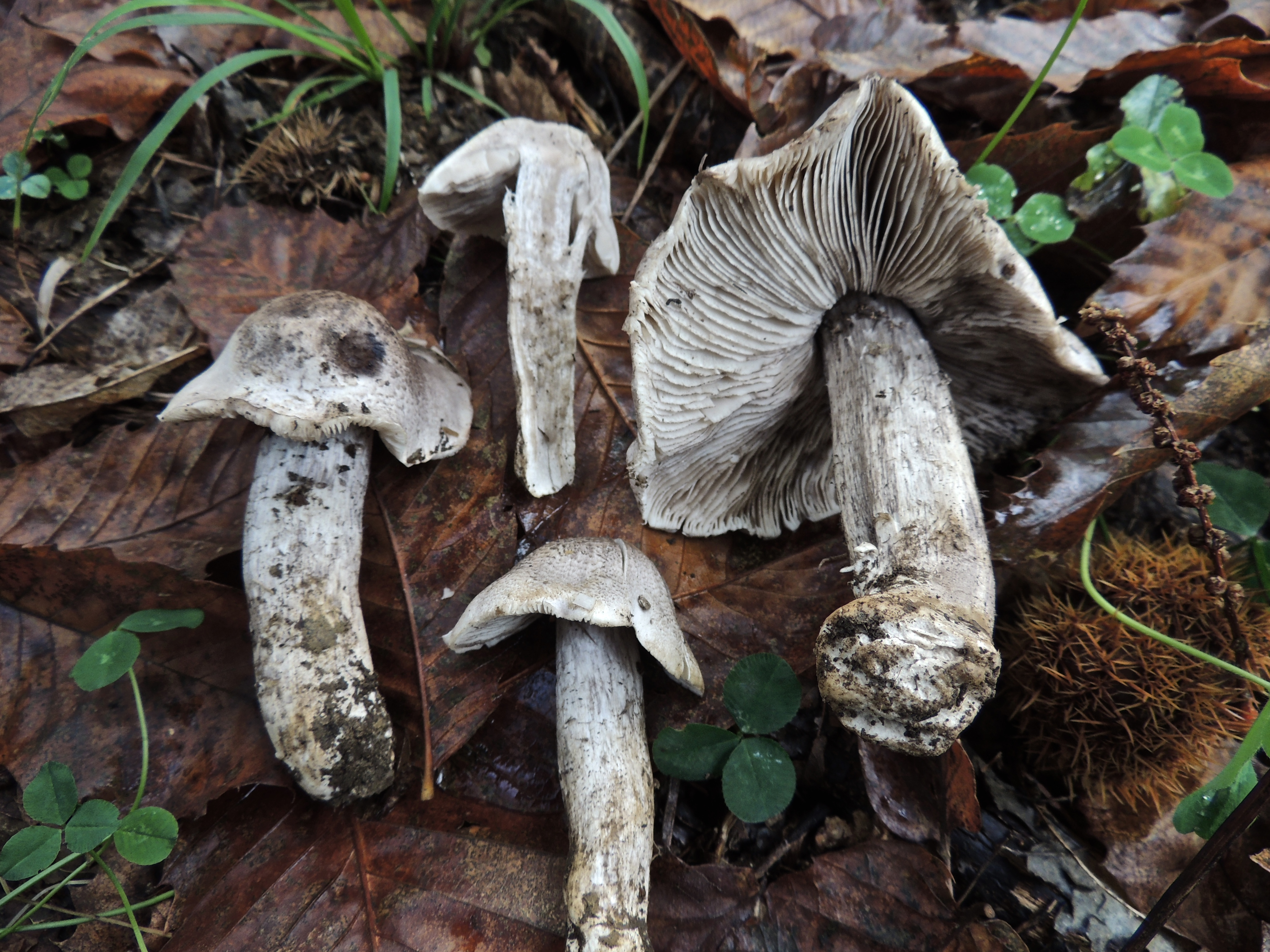
!Tricholoma bresadolanum!
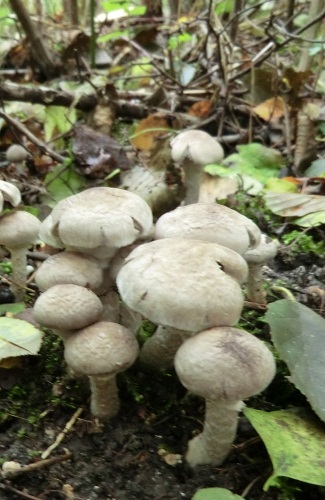
Tricholoma cingulatum
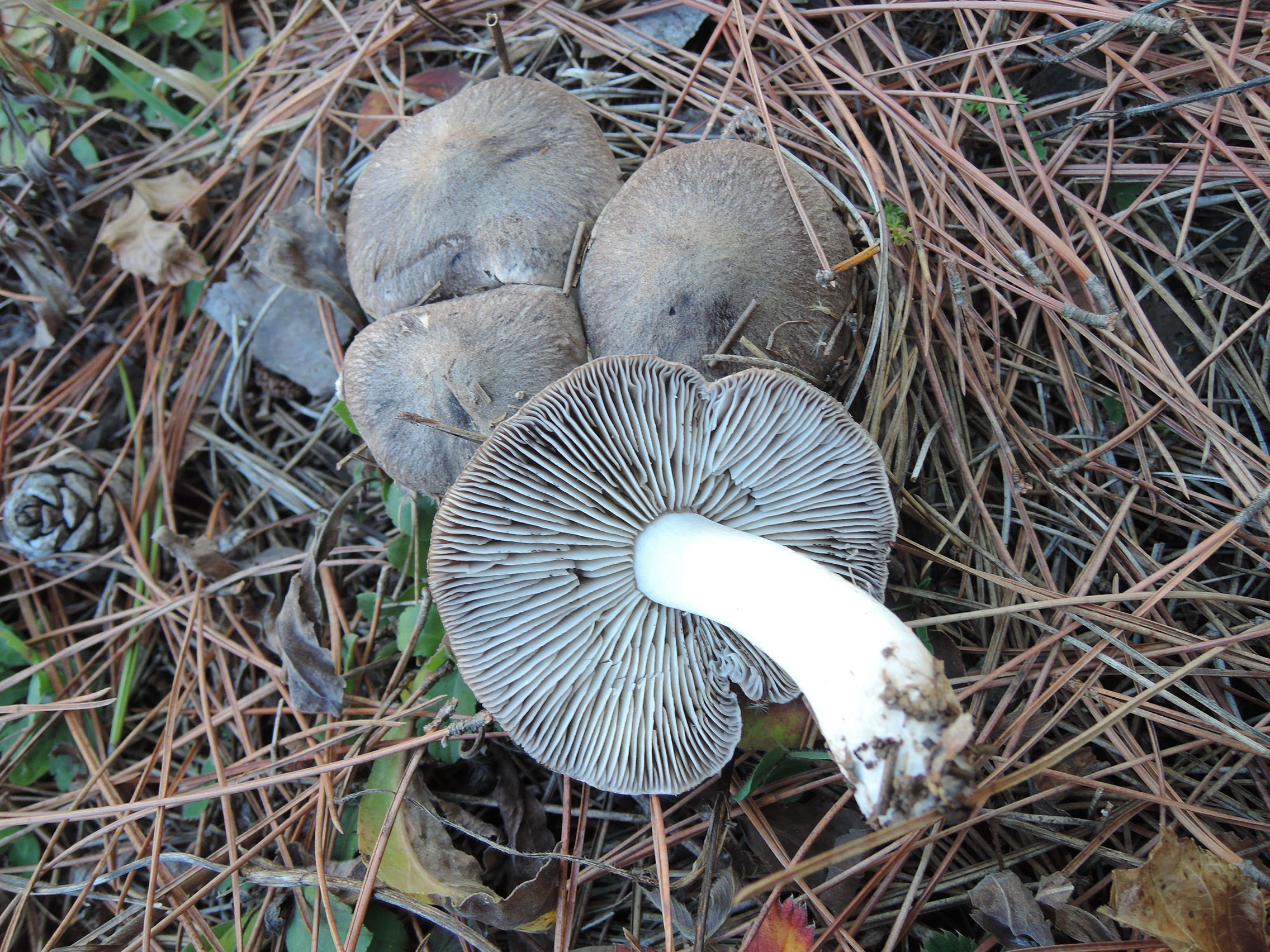
Tricholoma gausapatum
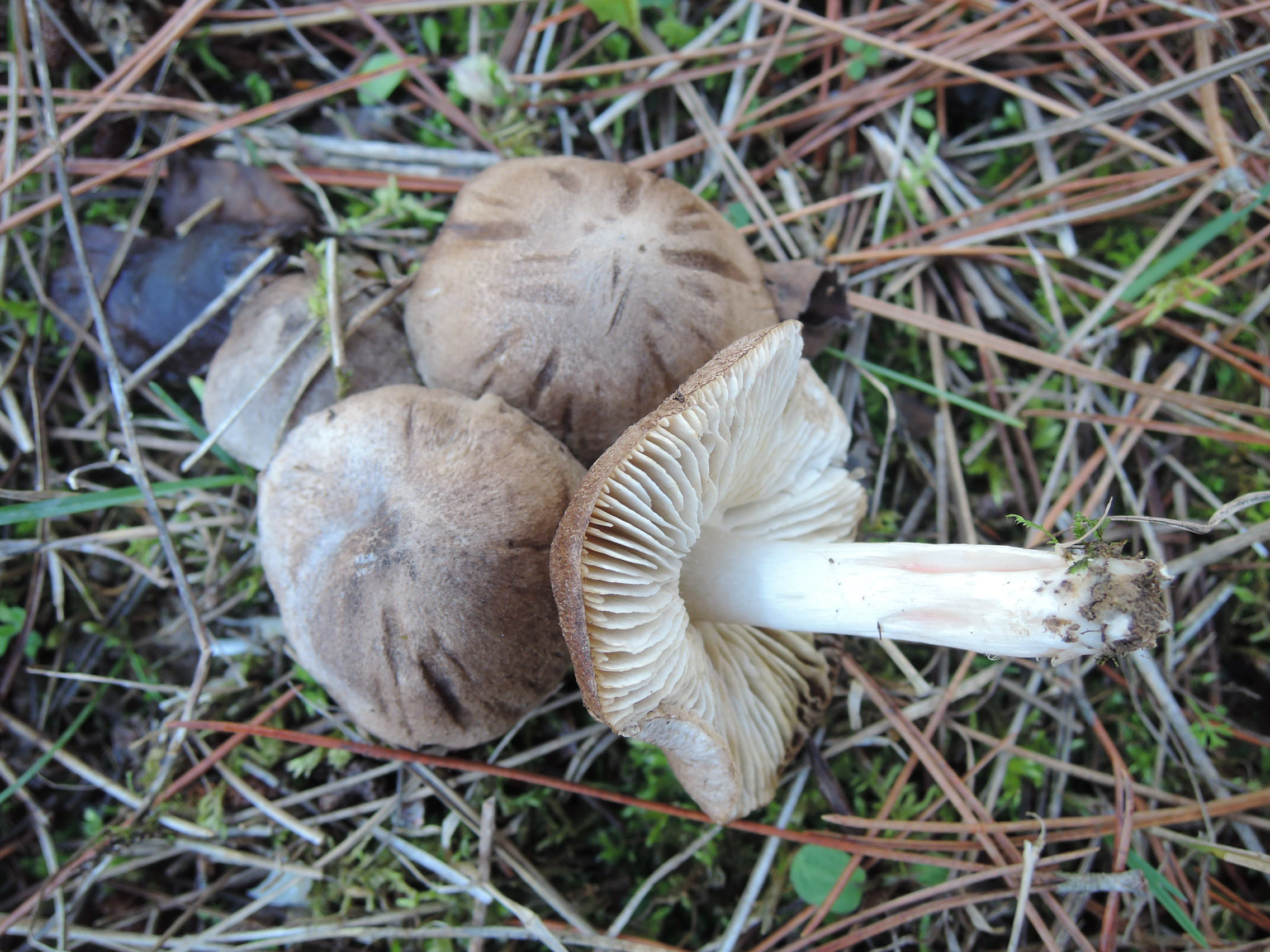
Tricholoma orirubens

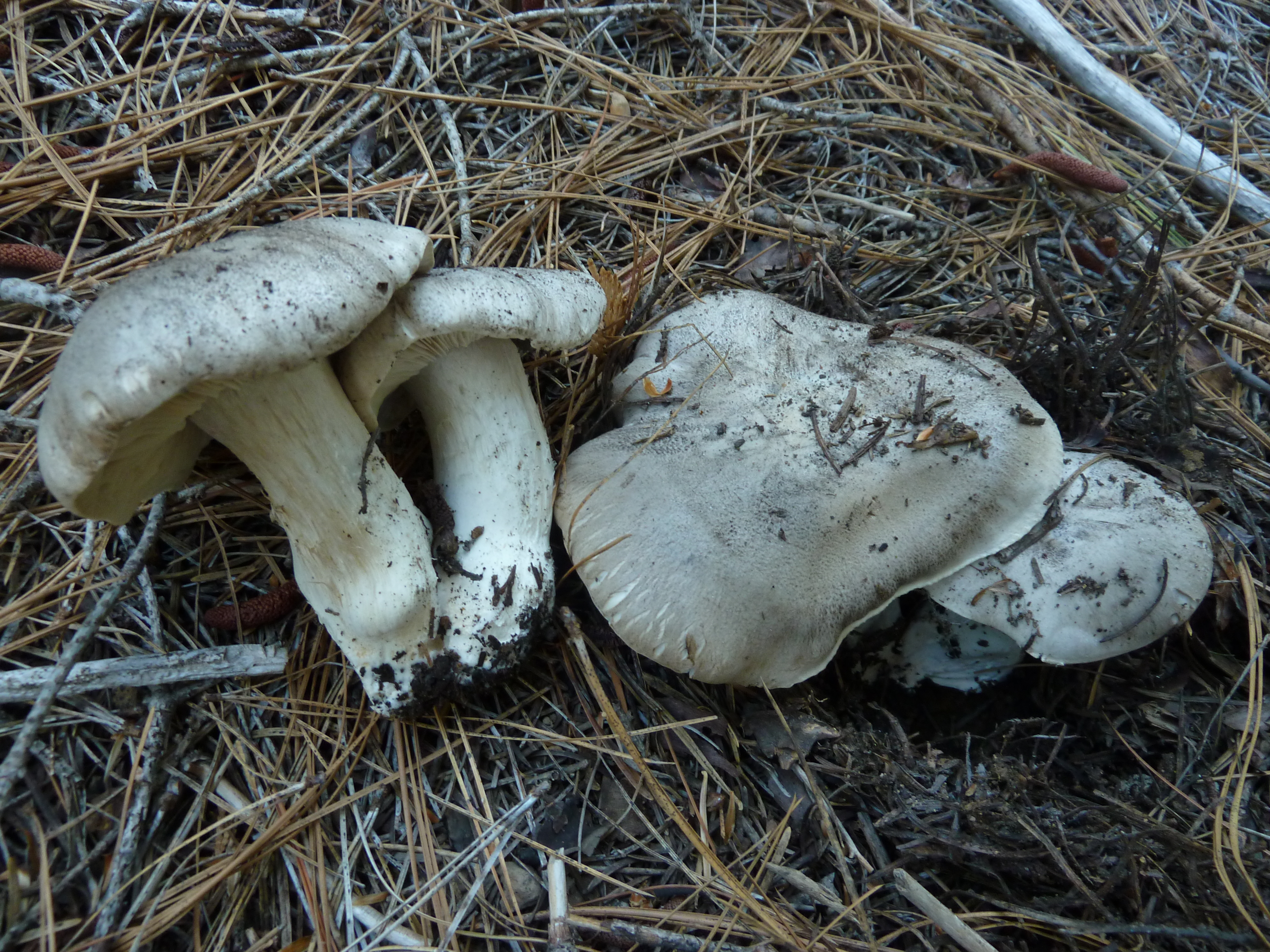
!!Tricholoma pardinum sin. Tricholoma tigrinum!!
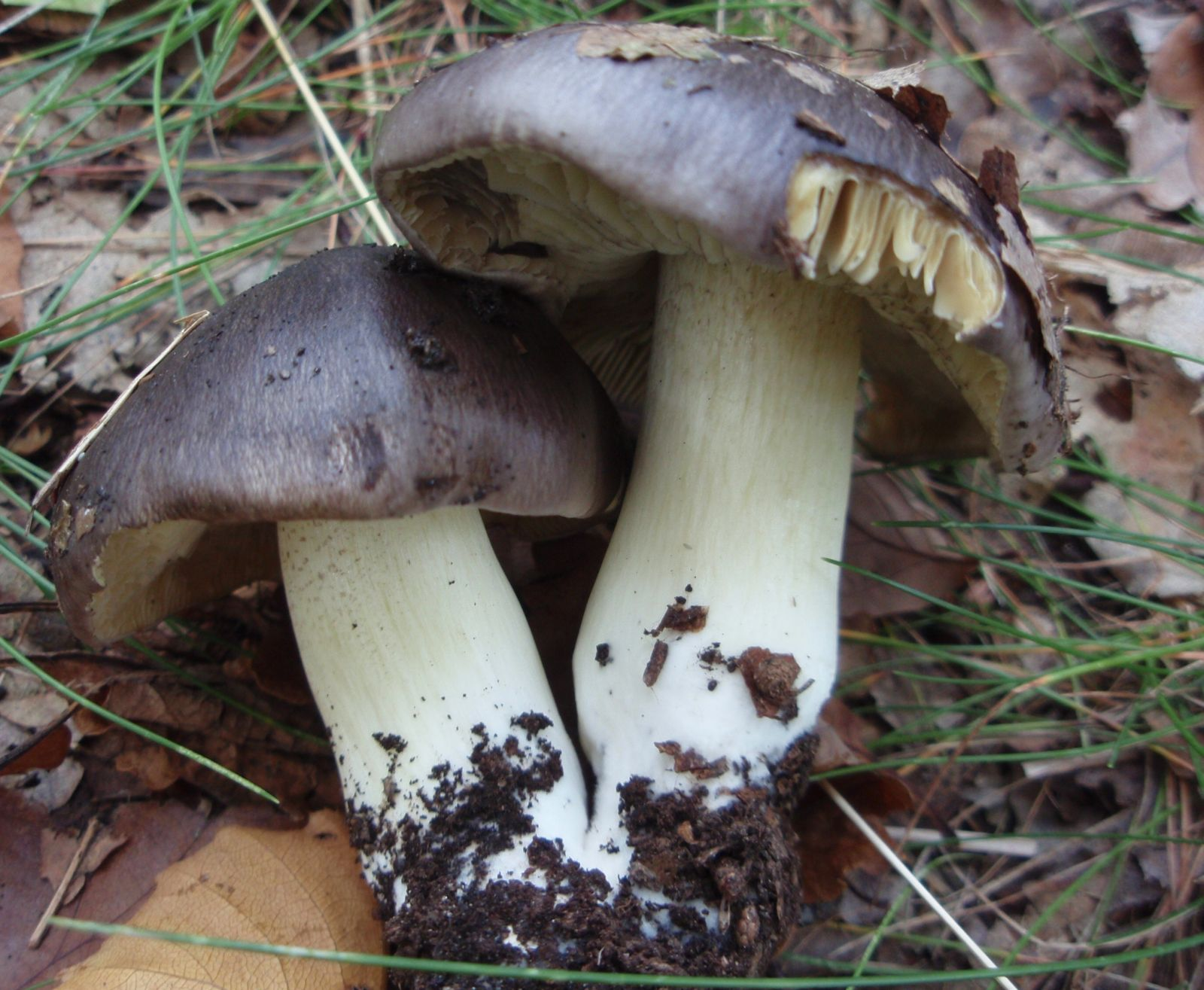
Tricholoma portentosum
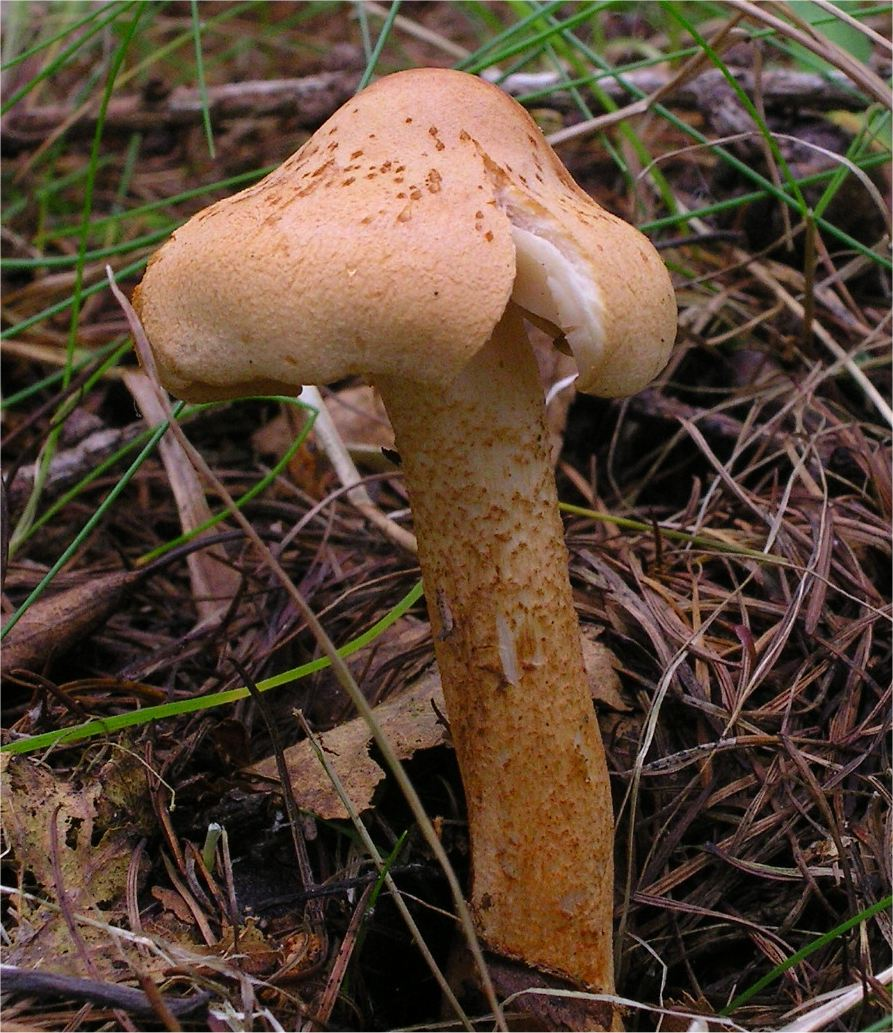
!Tricholoma psammopus!
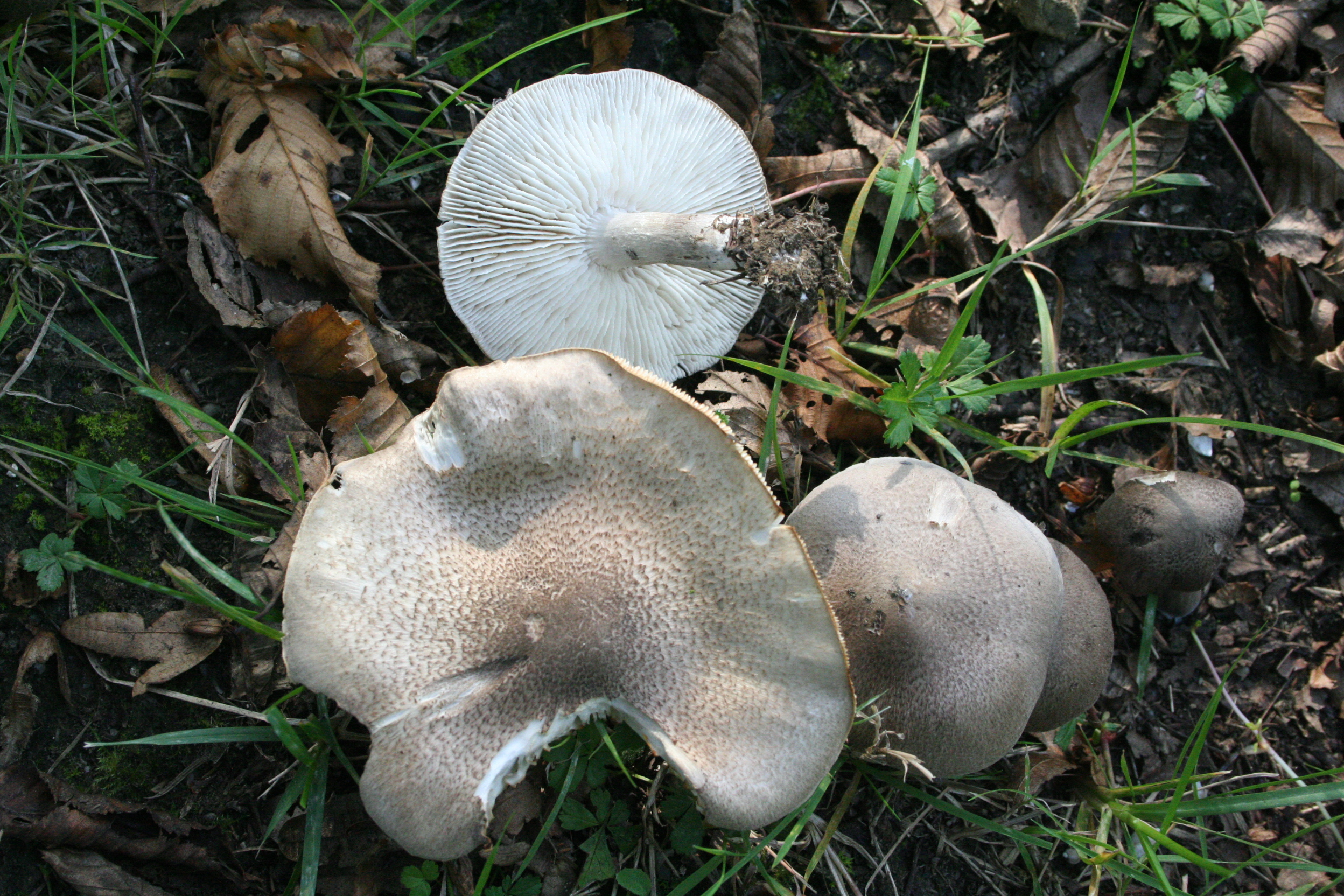
Tricholoma scalpuratum
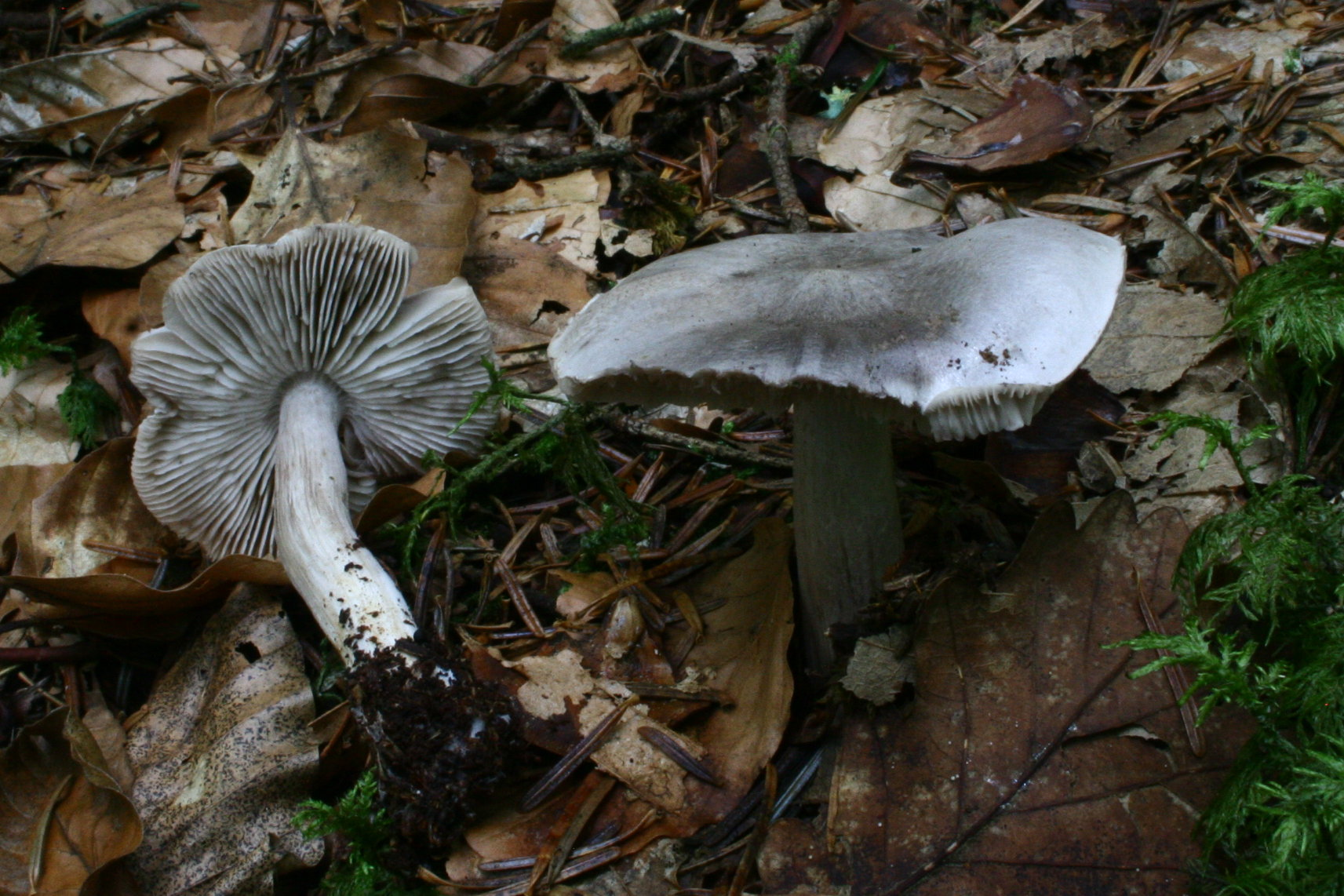
!!Tricholoma sciodes!!
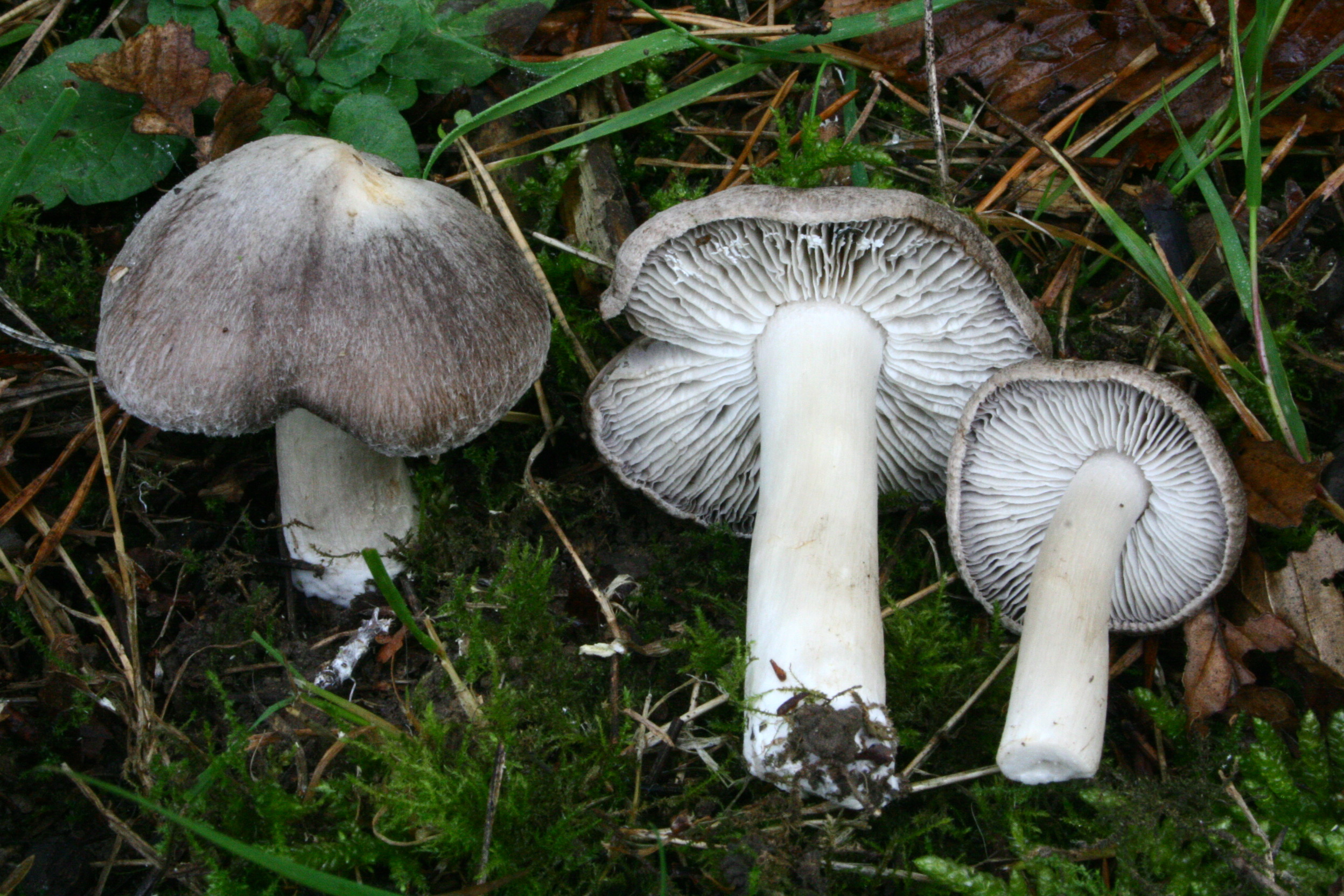
Tricholoma terreum
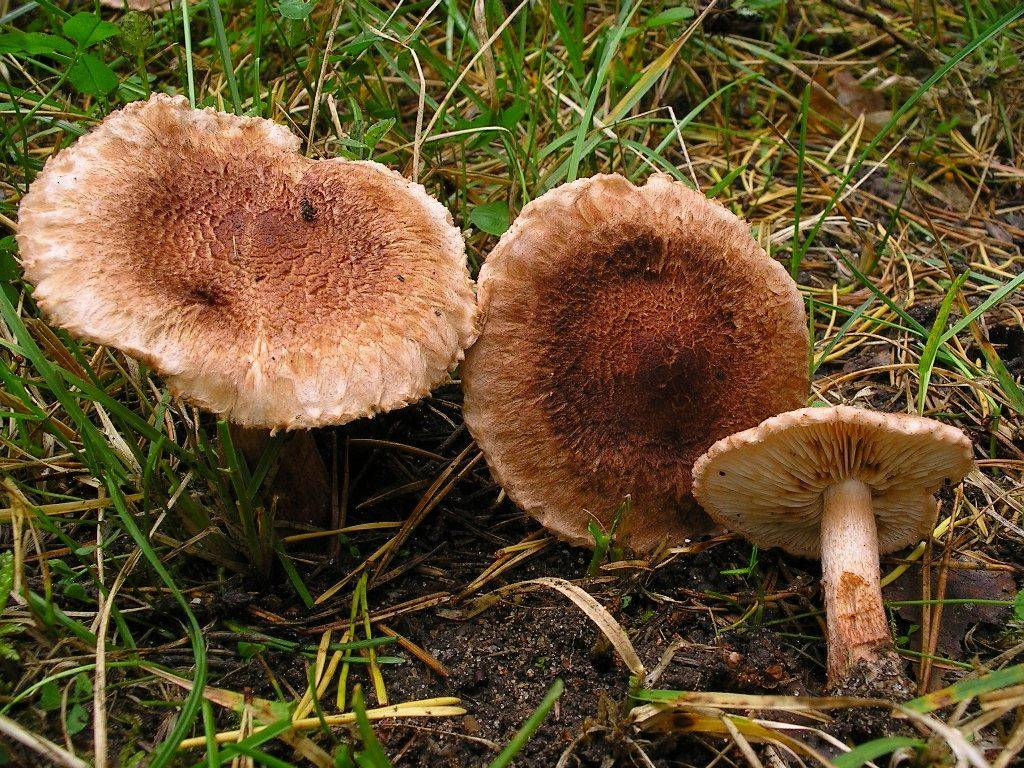
!Tricholoma vaccinum!

## Valorificare
În mod normal, singur din cauza mirosului și gustului ciuperca nu poate fi mâncată. Este otrăvitoare, conține alcaloizi indolici care sunt responsabili, în cazul ingerării buretelui, pentru greață, vomit, precum deranjări gastro-intestinale severe.
| Nu mâncați niciodată bureți de genul Tricholoma iuți și/sau amari (nici după însilozare) pentru că provoacă mereu tulburări gastrointestinale, parțial foarte severe. |